# Metatarsalgia
Con il termine metatarsalgia si intende una serie di sindromi dolorose corrispondenti alla regione plantare del piede riferita alle teste metatarsali.
Varie classificazioni si sono succedute, ma la più comunemente usata è quella seguente:
- metatarsalgie biomeccaniche
- metatarsalgie non biomeccaniche

## Metatarsalgia biomeccanica
Per metatarsalgia biomeccanica si intende una patologia algica sostenuta da squilibri di carico. Ciò può venire da:
- anomalie di lunghezza dei raggi metatarsali;
- anomalie di posizione dei raggi metatarsali (metatarso in equinismo)
- anomalia di motilità di uno o più raggi della Lisfranc, come per gli esiti post-traumatici.

Clinicamente in questi casi si apprezzano delle formazioni di ipercheratosi o callosità plantari (callo) in corrispondenza della/e testa/e metatarsale/i.

## Metatarsalgia non biomeccanica
Le metatarsalgie non biomeccaniche hanno origine da interessamento flogistico articolare o para-articolare da malattie sistemiche (Artrite reumatoide, Lupus eritematoso sistemico, etc...) o da affezioni locali (Artrite settica).
A volte le metatarsalgie presentano lesioni definite ai nervi interdigitali definite con il nome di Neuroma di Morton o meglio Neuroma Civinini-Morton, polinevriti, lesioni vascolari o altre lesioni dei capi articolari (Malattia di Kolher, osteonecrosi asettica della testa del II osso metatarsale) o dei tessuti molli.